# Tarmaixirin
Tarmaixirin després Ala al-Din Khan fou kan del Kanat de Txagatai d'una data que varia entre el 1330 i el 1332 al 1332/1334. Va succeir al seu germà Duwa Temür.
Es va fer famós el 1328 per la seva campanya a l'Índia. Va derrotar a tots els que se li van oposar en el seu camí a Delhi i el sultà li va haver de pagar un important tribut per salvar la vida. També va envair amb èxit el Il-kanat de Pèrsia.
Probablement el 1330 va pujar al tron al kanat de Txagatai al lloc del seu germà Dewa Temür, en circumstàncies no ben conegudes. Era budista (el seu nom és una derivació del sànscrit dharmashri) però es va convertir a l'islam i va agafar el nom d'Ala al-Din, provocant l'hostilitat de la noblesa majoritàriament xamanista o budista. Va enviar una carta a la cort de l'emperador mongol Yuan de la Xina al que va pagar tribut. Fou visitat a la seva cort pel viatger musulmà Ibn Battuta. Va preferir residir a les ciutats de Transoxiana pel que fou acusat d'abandonar la tradició mongola i en un kuriltai fou declarat deposat i substituït per Buzan Khan, fill de Duwa Temür.
Més tard va morir en la lluita contra el txagataïdes orientals en un combat prop de Samarcanda.